# Epibator
Genre
Epibator est un genre de sauriens de la famille des Scincidae.

## Répartition
Les deux espèces de ce genre sont endémiques de Nouvelle-Calédonie.

## Liste des espèces
Selon The Reptile Database (23 décembre 2015) :
- Epibator greeri (Böhme, 1979)
- Epibator nigrofasciolatus (Peters, 1869)

## Étymologie
Le genre Epibator vient du grec epi, sur, et de bate, celui qui marche, en référence aux habitudes arboricoles de l'espèce type.

## Publication originale
- Sadlier, Bauer, Shea & Smith, 2015 : Taxonomic resolution to the problem of polyphyly in the New Caledonian scincid lizard genus Lioscincus (Squamata: Scincidae). Records of the Australian Museum, vol. 67, no 7, p. 207–224.